# Championnat de République dominicaine de football 2009
Navigation
Saison 2007 Saison suivante
La saison 2009 du Championnat de République dominicaine de football est la cinquième édition de la Liga Mayor, le championnat de première division en République dominicaine. Les sept équipes engagées sont regroupées au sein d'une poule unique, où elles s’affrontent à deux reprises. Il n'y a ni promotion, ni relégation en fin de saison.
C'est le Deportivo Pantoja qui est sacré cette saison après avoir terminé en tête du classement final, avec sept points d'avance sur l'Atlético San Cristóbal. Il s’agit du quatrième titre de champion de République dominicaine de l’histoire du club.

## Les clubs participants
- Club Barcelona Atlético
- Escuela de Jorge Bauger
- Deportivo Pantoja
- Atlético San Cristóbal
- Universidad Organización y Métodos
- Domingo Savio
- Don Bosco Jarabacoa

## Compétition
Le barème utilisé pour établir le classement est le suivant :
- Victoire : 3 points
- Match nul : 1 point
- Défaite : 0 point

### Classement
| Rang | Équipe                             | Pts | J  | G | N | P  | Bp | Bc | Diff |  | Résultats (▼ dom., ► ext.)         | Pan | SCr | Bar | DSa | Jar | Bau | UOM |
| ---- | ---------------------------------- | --- | -- | - | - | -- | -- | -- | ---- |  | ---------------------------------- | --- | --- | --- | --- | --- | --- | --- |
| 1    | Deportivo Pantoja                  | 27  | 12 | 8 | 3 | 1  | 27 | 10 | +17  |  | Deportivo Pantoja                  |     | 1-1 | 2-3 | 4-0 | 3-0 | 1-0 | 2-1 |
| 2    | Atlético San Cristóbal             | 20  | 12 | 5 | 5 | 2  | 17 | 16 | +1   |  | Atlético San Cristóbal             | 1-3 |     | 1-1 | 3-1 | 1-1 | 2-1 | 2-1 |
| 3    | Club Barcelona AtléticoT           | 18  | 12 | 5 | 3 | 4  | 14 | 9  | +5   |  | Club Barcelona AtléticoT           | 0-1 | 0-0 |     | 3-1 | 0-1 | 2-0 | 2-0 |
| 4    | Domingo Savio                      | 18  | 12 | 5 | 3 | 4  | 16 | 18 | -2   |  | Domingo Savio                      | 1-3 | 1-1 | 0-0 |     | 1-1 | 3-1 | 2-1 |
| 5    | SDB Jarabacoa                      | 16  | 12 | 4 | 4 | 4  | 13 | 15 | -2   |  | SDB Jarabacoa                      | 2-2 | 1-2 | 2-1 | 0-2 |     | 2-2 | 0-1 |
| 6    | Escuela de Jorge Bauger            | 14  | 12 | 4 | 2 | 6  | 15 | 16 | -1   |  | Escuela de Jorge Bauger            | 0-0 | 5-2 | 1-0 | 0-2 | 0-1 |     | 4-1 |
| 7    | Universidad Organización y Métodos | 3   | 12 | 1 | 0 | 11 | 7  | 25 | -18  |  | Universidad Organización y Métodos | 1-5 | 0-1 | 0-2 | 1-2 | 0-2 | 0-1 |     |

|  | Champion de République dominicaine 2009 |
|  | T : Tenant du titre                     |

## Bilan de la saison
| Championnat de République dominicaine de football 2009 |                              |
| Champion                                               | Deportivo Pantoja (4e titre) |
| Qualifications continentales                           |                              |
| CFU Club Championship 2010                             | Aucun                        |
| Promotions et relégations                              |                              |
| Promus en Liga Mayor                                   | Aucun                        |
| Relégués                                               | Aucun                        |